# Alain Fauré
Alain Fauré (* 1. Oktober 1962 in Pamiers; † 12. Juli 2018 in Les Pujols) war ein französischer Politiker. Er war von 2012 bis 2017 Abgeordneter der Nationalversammlung.
Fauré wuchs in Les Pujols im Département Ariège auf, bevor er in Toulouse Sozialwissenschaften studierte. Nach seinem Militärdienst, den er in Auch leistete, arbeitete er für die Firma Sagem. Danach war er 16 Jahre lang für Xerox tätig. 1989 wurde er in den Gemeinderat von Les Pujols gewählt und stieg 1995 zum stellvertretenden Bürgermeister der Gemeinde auf. 2001 wurde er zum ersten Bürgermeister gewählt. Bei den Parlamentswahlen 2007 kandidierte er als Stellvertreter von Henri Nayrou, der sich im zweiten Wahlkreis des Départements Ariège erfolgreich um einen Sitz im Parlament bewarb. Fauré wurde bei den folgenden Wahlen im Jahr 2012 selbst Kandidat in diesem Wahlkreis und zog für die Parti socialiste in die Nationalversammlung ein.